# Ateroma
Ateromas são placas, compostas especialmente de lipídeos e tecido fibroso, que se formam na parede dos vasos sanguíneos. Levam progressivamente a diminuição do diâmetro do vaso, podendo chegar a obstrução total do mesmo e, possivelmente, ocasionando isquemias teciduais.
Os ateromas são a manifestação de aterosclerose (não confundir com arteriosclerose)

## Formação
Embora a ordem cronológica de eventos possa variar, podemos considerar os seguintes passos na formação da placa de ateroma:
1. Ocorre lesão do endotélio do vaso - o qual pode ocorrer devido à hipertensão, hiperlipidemia, envelhecimento, tabaco, álcool, entre outros.
2. A partir da lesão vai-se acumulando lípido calcogênio (particularmente LDL OXIDADO) na túnica íntima do vaso, a qual fica oxidada desencadeando uma reação em cadeia.
3. Monócitos são atraídos ao local de inflamação onde se transformam em macrófagos que fagocitam os lípidos, que lhes dão um aspecto esponjoso, e assim, passam a ser designados por células espumosas.
4. Plaquetas reconhecem o colagênio do endotélio lesado e ficam ativas.
5. Os micrófagos e as plaquetas estimulam a migração e proliferação para a camada íntima.
6. O ateroma provoca a perda da elasticidade das artérias, causando o aumento da pressão sanguínea.

As placas de ateroma são mais frequentes nos membros inferiores.